# Bougès
Bougès, o Montagna di Bougès, è un piccolo massiccio montuoso francese situato nelle Cevenne, a sud-est del Massiccio Centrale.

## Geografia

### Situazione
Il massiccio fa parte delle Cevenne. Esso è circondato a nord dal massiccio del monte Lozère, a sud dal massiccio del monte Aigoual e a ovest dall'Encausse di Sauveterre. A est si estende su una vasta distesa pianeggiante fino alla pianura d'Alès. La maggior parte della montagna è situata nel dipartimento della Lozère con l'eccezione di un quarto di essa che si trova nel dipartimento del Gard. Tutto questo massiccio fa parte del parco nazionale di Cévennes. 

### Topografia
Il massiccio è formato da una massa allungata, orientata est-ovest, con forme dolci ed erose. I pendii sono abbastanza irregolari. A sud, i lati scistosi sono fortemente corrosi. A nord i pendii sono fortemente pronunciati, successivamente il rilievo diventa più dolce avvicinandosi alla valle del Tarn. Qui si creano delle alte distese man mano che gli scisti lasciano il posto alle rocce di granito. Tutto l'insieme rappresenta una reale unità morfologica ma con una grande varietà di paesaggi.
Le principali vette sono le seguenti:
- Signal du Bougès 1421 metri ;
- Signal de Ventalon 1350 metri ;
- Col du Bougès 1308 metri.

### Idrografia
Il massiccio è delimitato dalle vallate del Luech, del fiume Tarn, del Gardon d'Alès e a sud dalla vallata della Mimente. A est, diversi torrenti sono affluenti del Luech e sono situati infatti nel bacino idrografico del Rodano.
| Tarn e affluenti | Mimente e affluenti                                                  | Bacino idrico del Rhône       |
| - Tarn - Ruisseau de l’Echalette - Ruisseau des Verns - Ruisseau de Foussanibe - Ruisseau de Vallongue - Ruisseau des Picatières - Ruisseau de Ramponsel - Ruisseau des Besses - Ruisseau de la Périgousse - Ruisseau de l’Hermet - Le Martinet - L’Alignon | - La Mimente - Ruisseau de Costubage - Ruisseau de Sistre - L’Arbone | - Le Gardon d’Alès - Le Luech |

### Comuni del massiccio e delle sue immediate vicinanze
- Bédouès
- Cassagnas
- Cocurès
- Florac
- Le Pont-de-Montvert
- Saint-André-de-Lancize
- Saint-Julien-d'Arpaon
- Saint-Frézal-de-Ventalon
- Saint-Maurice-de-Ventalon
- Saint-Privat-de-Vallongue
- La Salle-Prunet

### Geologia
I lati sud sono marcati dalle scisti, mentre il lato nord è chiaramente formato da graniti. 

### Flora e fauna
Una parte della vetta è coperta dalle foreste statali di Ramponenche, del Bougès. I boschi occupano la maggior parte della superficie e sono di diversa natura: resinosi, faggeti e fustaie miste, castagni...
Il resto del territorio è ricoperto da delle lande a brughiere, alle quali si mescolano a sud, nel lato scistoso, della felce e a nord, dal lato del granito, della ginestra. 
È soprattutto sui lati sud che queste lande sono presenti. 
Sui lati nord, delle colture e praterie da fieno sono presenti su alcune distese granitiche (Grizac, l'Hermet, le Villaret). Le « faïsses », terrazze tenute da dei muretti, sono i testimoni di un'antica attività agricola. 

## Storia
La storia di Bougès è segnata dall’inizio della guerra dei Camisards, che scoppiò nel villaggio di Vieljouves, situato sopra Rouve, il 22 luglio 1702, per poi successivamente, nel corso di due anni, estendersi fino a Cevenne. Questi episodi tormentati della resistenza ugonotta hanno fortemente marcato la memoria degli abitanti di Bougès, in particolare della comunità protestante. Un luogo di memoria, consacrato alla rivolta dei Camisards, è stato aperto nell'antico tempio di Rouve, contemporaneamente alla costruzione dei «sentiers camisards» sul massiccio del Bougès.

## Protezione ambientale
Questo territorio beneficia della protezione del Parcs nationaux de France dei Cévennes.